# Gustav Kleßmann

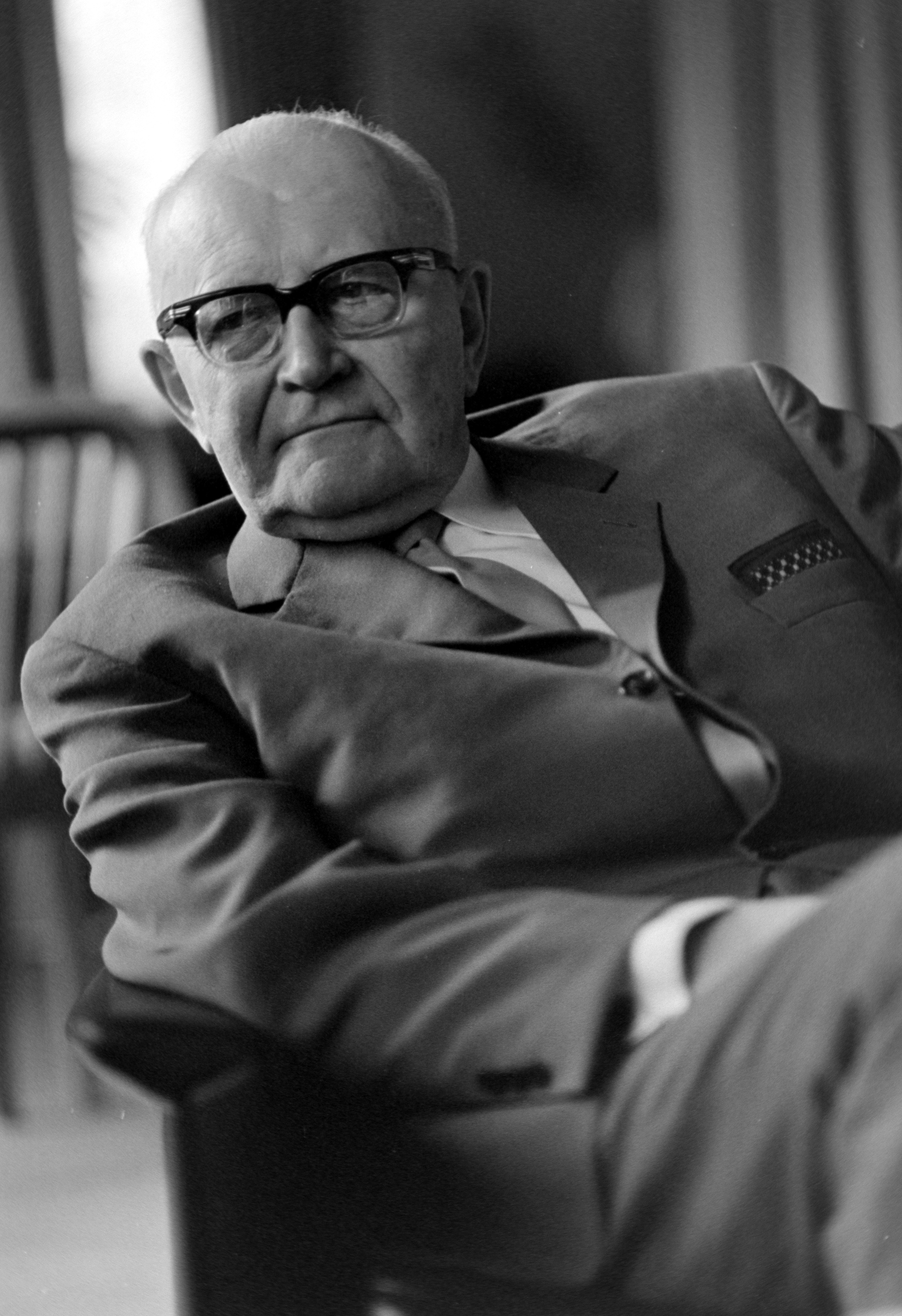
Gustav Kleßmann (1971)

Gustav Heinrich Wilhelm Ludwig Kleßmann (* 18. Februar 1893 in Nordhorn bei Gütersloh; † 15. Februar 1974 in Lemgo) war ein deutscher Chirurg. Er war langjähriger Ärztlicher Direktor des Kreiskrankenhauses Lemgo und Chefarzt der Chirurgischen Abteilung.

## Leben
Gustav Kleßmann wurde als der älteste Sohn des Landwirts Heinrich Kleßmann (1858–1925) und seiner Ehefrau Anna Maria Lörpabel (1867–1955) geboren. Im Evangelisch Stiftischen Gymnasium Gütersloh machte er das Abitur und meldete sich anschließend als Einjährig-Freiwilliger bei einem badischen Grenadier-Regiment. Das Medizinstudium in Heidelberg musste er kurze Zeit später wegen des beginnenden Ersten Weltkriegs unterbrechen, in dem er als Feldunterarzt zum Sanitätskorps eingezogen wurde. Er wurde an der Westfront und in Rumänien eingesetzt. Kleßmann wurde mit dem Eisernen Kreuz geehrt.
1920 promovierte Kleßmann an der Universität Marburg unter Wilhelm Zangemeister mit dem Thema „Das Labienödem im Wochenbett“. Er arbeitete zunächst bei den von Bodelschwinghschen Stiftungen Bethel in Bielefeld und erhielt im September 1923 eine Stelle als stellvertretender Direktor des Krankenhauses Lemgo. Im April 1924 wurde er Direktor des Krankenhauses und Chefarzt der Chirurgischen Abteilung. Im Zweiten Weltkrieg wurde er zwar eingezogen, blieb aber weiterhin als Oberfeldarzt Chefarzt des Krankenhauses, das auch als Reserve-Lazarett diente.

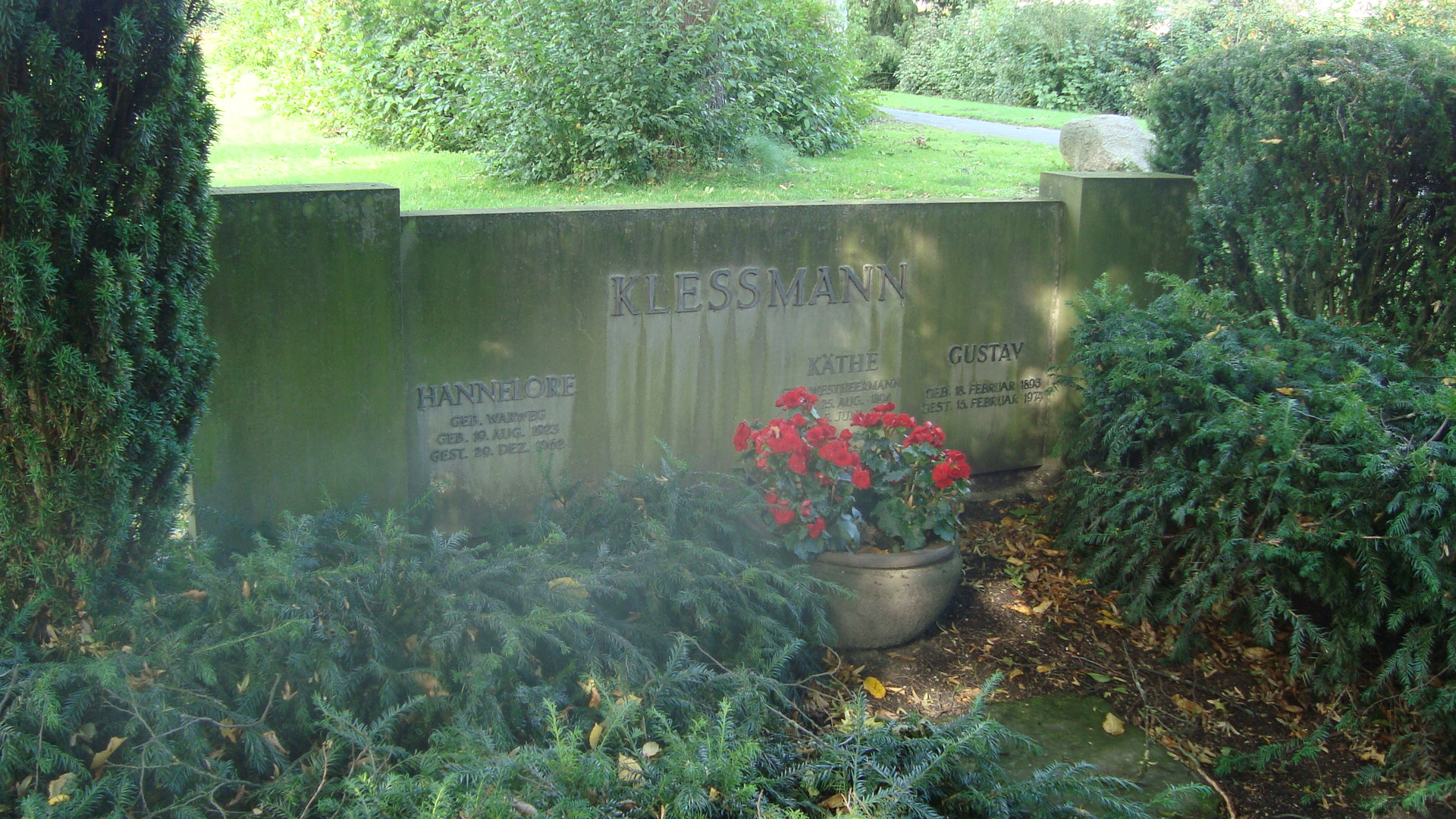
Grabstein von Gustav Kleßmann (Foto: 2017)

Am 4. April 1945 rückte die 2. US-Panzerdivision in Lemgo ein. Kleßmann musste sich nach einigen Wochen einem Entnazifizierungsverfahren unterziehen und wurde schließlich von der britischen Militärregierung bestätigt. Allerdings wurde das Haus am Slavertorwall beschlagnahmt, da die Besatzung das Haus benötigte, die Familie musste in das Ärztehaus des Krankenhauses umziehen. Durch eine Denunziation eines Assistenzarztes im Krankenhaus verzögerte sich die Wiedereinstellung des Chefarztes bis zum 1. Januar 1948. Die Auflösung der Wolff’schen Stiftung im Juni 1952 änderte Kleßmanns Vertrag nicht, er ging nahtlos in das Kreiskrankenhaus Lemgo über. Wegen des lebenslangen Vertrags konnte er auf eigenen Wunsch im September 1961 nach 37 Jahren ausscheiden.
Kleßmann wurde auf dem Städtischen Friedhof in der Rintelner Straße beerdigt.

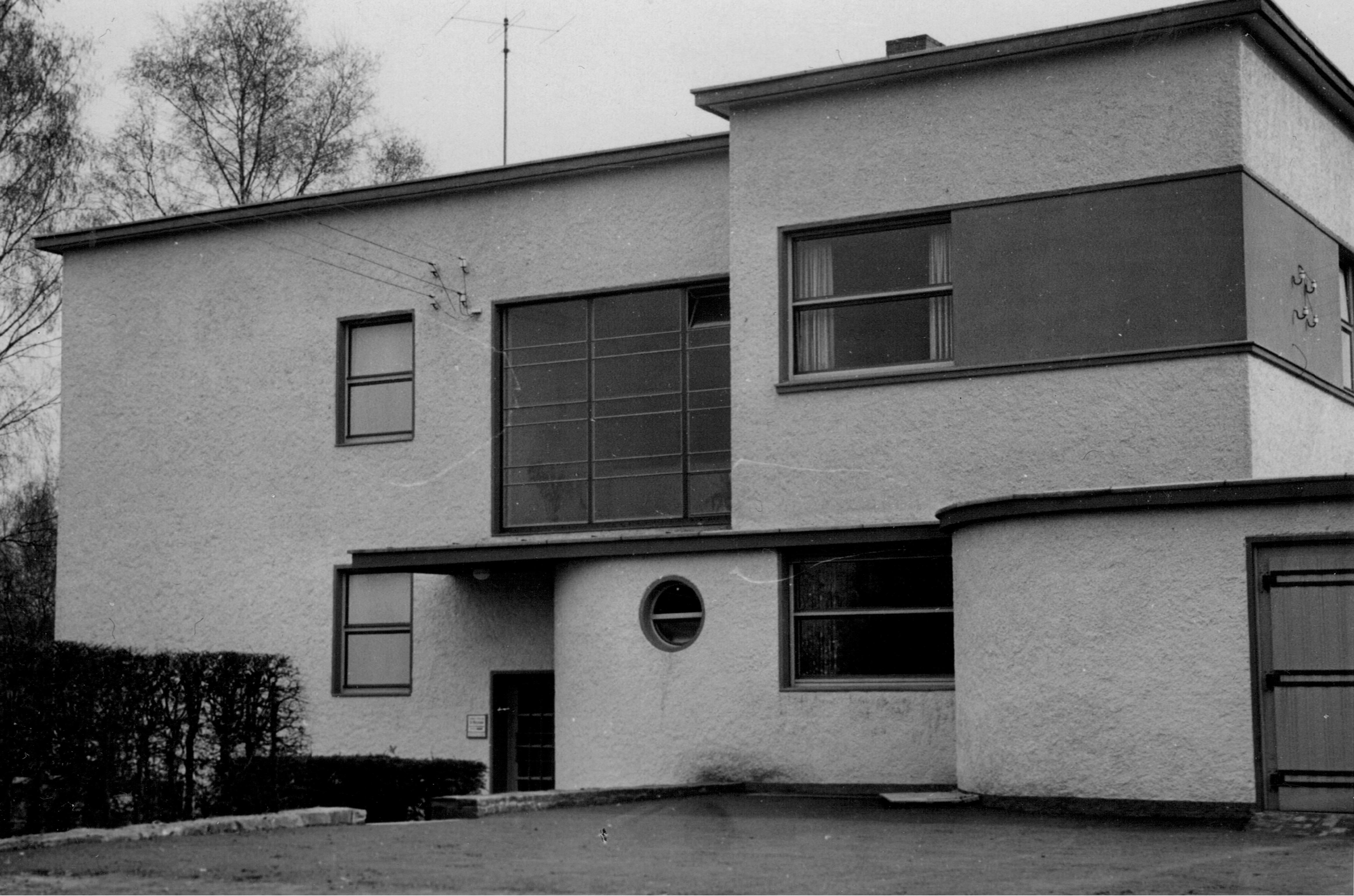
Haus am Slavertorwall, um 1950

## Haus am Slavertorwall
Das Haus am Slavertorwall ließ Kleßmann 1929 von dem Architekten Ernst Pethig als Wohnung und Arztpraxis errichten, das einzige Beispiel für die Bauhaus-Architektur in Lemgo und Umgebung.

## Familie
Kleßmann heiratete im August 1921 in Gütersloh die verwitwete Käthe Westheermann (1894–1962) und bekam drei Söhne:
- Horst-Alfred (1924–2017), später Internist
- Rüdiger (1927–2020), später Kunsthistoriker
- Eckart (* 1933), später Schriftsteller

## Ehrung
Im März 1953 erhielt Kleßmann anlässlich seines 60. Geburtstages das Bundesverdienstkreuz am Bande.